# Liste der denkmalgeschützten Objekte in Weerberg
Die Liste der denkmalgeschützten Objekte in Weerberg enthält die 7 denkmalgeschützten, unbeweglichen Objekte der Gemeinde Weerberg.

## Denkmäler
| Foto |                 | Denkmal | Standort                                   | Beschreibung | Metadaten |
| ---- | --------------- | --- | ------------------------------------------ | --- | --- |
| ja   | Datei hochladen | Bauernhof Bärenpacher HERIS-ID: 34824 Objekt-ID: 33223 TKK: 14512                                                      | Außerberg 60 Standort KG: Weerberg         | Die Hofstelle ist urkundlich seit 1313 belegt. Der quergeteilte, dreigeschoßige Einhof mit Satteldach stammt im Kern vermutlich aus dem 16. Jahrhundert und wurde 1913 umgebaut. Der Wohnteil in der nordöstlichen Gebäudehälfte ist über dem talseitigen Mauerfundament zur Gänze in Kantblockbauweise gezimmert. Die Erschließung erfolgt traufseitig über einen Mittelflurgrundriss. In den Obergeschoßen sind nach drei Seiten umlaufende Söller vorgelagert. Das Fundament ist mit gemalter Faschenrahmung an den Gebäudekanten und Maueröffnungen betont. Die Fassaden des hölzernen Baukörpers wurden 1913 mit Holzschindeln verkleidet. Der Wirtschaftsteil im Südwesten besteht aus einem gemauerten Stall und einer darüberliegenden Heulege in Ständerbauweise mit senkrechter Bretterschalung. | BDA-Hist.: Q37960363 Status: Bescheid Stand der BDA-Liste: 2025-06-30 Name: Bauernhof Bärenpacher GstNr.: .101                                                                     |
| ja   | Datei hochladen | Alte Pfarrkirche hll. Petrus und Paulus und Friedhof HERIS-ID: 56014 Objekt-ID: 64959 TKK: 14460                       | bei Kirchgasse 17 Standort KG: Weerberg    | Die alte Pfarrkirche steht weithin sichtbar auf einem Hügel südlich über dem Inntal. Der gotische Nordturm mit Spitzhelm ist von der mittelalterlichen Kirche erhalten geblieben. Der Kirchenraum in Kreuzform mit einem breiten Querschiff wurde 1744/45 neu erbaut. Die Fresken sind mit 1745 bezeichnet; das Bild des barocken Hochaltars entstand 1784. | BDA-Hist.: Q38069480 Status: § 2a Stand der BDA-Liste: 2025-06-30 Name: Alte Pfarrkirche hll. Petrus und Paulus und Friedhof GstNr.: .1, 391 Alte Pfarrkirche Weerberg             |
| ja   | Datei hochladen | Museum Rablhaus/Oberer Mesner HERIS-ID: 91409 Objekt-ID: 106184 TKK: 14484                                             | Kirchgasse 17 Standort KG: Weerberg        | Das ehemalige Mesnerhaus ist inschriftlich 1750 datiert. Ab 1933 wurde es von der Gemeinde als Wohnstätte für Bedürftige genutzt. Ab 1990 wurde es zum Museum adaptiert, das 1995 eröffnet wurde. Um 2005 wurde ein Erweiterungsbau nach Westen angefügt, 2011 mit dem Neukonzept Museum für Volksglaube wiedereröffnet. Der zweigeschoßige Kantblockbau mit schindelgedecktem Satteldach ist traufseitig von Osten über einen Mittelflur erschlossen. Der Bundwerkgiebel im Süden trägt eine Bauinschrift von 1750, talseitig im Norden ist ein Obergeschoßsöller vorgelagert. | BDA-Hist.: Q37755097 Status: § 2a Stand der BDA-Liste: 2025-06-30 Name: Museum Rablhaus/Oberer Mesner GstNr.: 393/2                                                                |
| ja   | Datei hochladen | Neuer Widum HERIS-ID: 91411 Objekt-ID: 106187 TKK: 14459                                                               | Mitterberg 116 Standort KG: Weerberg       | Der Widum westlich der neuen Pfarrkirche wurde 1859–1868 nach Plänen von Josef von Stadl errichtet. | BDA-Hist.: Q37755165 Status: § 2a Stand der BDA-Liste: 2025-06-30 Name: Neuer Widum GstNr.: .19/2, 587/2                                                                           |
| ja   | Datei hochladen | Friedhofserweiterung mit Aufbahrungshalle HERIS-ID: 91410 Objekt-ID: 106186 TKK: 14458                                 | bei Mitterberg 116 Standort KG: Weerberg   | Der um 1865 um die neue Pfarrkirche angelegte Friedhof wurde um 1985 nach Plänen von Hans Loch erweitert. Dabei wurde im nordwestlichen Teil die Totenkapelle ebenfalls nach Plänen von Hans Loch errichtet. | BDA-Hist.: Q37755132 Status: § 2a Stand der BDA-Liste: 2025-06-30 Name: Friedhofserweiterung mit Aufbahrungshalle GstNr.: 587/5                                                    |
| ja   | Datei hochladen | Neue Pfarrkirche Unserer Lieben Frau Maria Empfängnis und Friedhof HERIS-ID: 56015 Objekt-ID: 64960 TKK: 14457, 115765 | neben Mitterberg 116 Standort KG: Weerberg | Der dreischiffige neuromanische Bau mit Doppelturmfassade wurde von 1856 bis 1872 nach Plänen von Josef von Stadl errichtet. Der Innenraum wurde von Philipp Schumacher und Franz Ertl komplett mit einem Marienzyklus und Dekoration im Nazarenerstil bemalt. Auch Hochaltar und Kanzel sind im neuromanischen Stil gehalten. Die in den 1960er Jahren übertünchten und inzwischen wieder freigelegten Aposteldarstellungen an den Pfeilern stammen von Franz Pernlochner (1877). | BDA-Hist.: Q38069496 Status: § 2a Stand der BDA-Liste: 2025-06-30 Name: Neue Pfarrkirche Unserer Lieben Frau Maria Empfängnis und Friedhof GstNr.: .19/3 Neue Pfarrkirche Weerberg |
| ja   | Datei hochladen | Holzveranda beim ehem. Gasthof Kirchenwirt HERIS-ID: 62003 Objekt-ID: 74506 TKK: 15431                                 | bei Mitterberg 118 Standort KG: Weerberg   | Die spätgründerzeitliche Holzveranda steht nordwestlich des ehemaligen Gasthauses Kirchenwirt, sie wurde inschriftlich im Jahre 1925 errichtet. Die längsrechteckige, eingeschoßige Veranda mit Satteldach ist in Ständerbauweise gezimmert, das Fundament besteht aus gemauerten Stützen oder Holzsäulen, der teilweise verschalte Unterbau wird als Abstell- und Lagerraum genutzt. Beiderseits Fensterbänder. Die Veranda ist giebelseitig von Südosten über eine einläufige Holztreppe erschlossen, die in eine über die ganze Giebelfassade laufende Laube mündet. Darüber im Bundwerkgiebel die Bauinschrift 1925. Der saalartige Innenraum hat eine sichtbare Holzkonstruktion und einen Riemenboden.                                                                                               | BDA-Hist.: Q38098449 Status: Bescheid Stand der BDA-Liste: 2025-06-30 Name: Holzveranda beim ehem. Gasthof Kirchenwirt GstNr.: 585/2                                               |